# Ifigenia na Taurydzie
Ifigenia na Taurydzie lub Ifigenia w Taurydzie (fr. Iphigénie en Tauride) – opera z muzyką Christopha Willibalda Glucka i librettem Nicolas-François Guillarda, skomponowana w 1778 r. i wystawiona po raz pierwszy w paryskiej Académie Royale de Musique 18 maja 1779 r. Była 39. i przedostatnią operą Glucka; po Orfeuszu i Eurydyce jest najpopularniejszym dziełem scenicznym tego kompozytora.

## Osoby
- Ifigenia (Iphigénie) – sopran
- Orestes (Oreste) – baryton
- Pylades (Pylade) – tenor
- Thoas – bas
- Dwie Kapłanki (Deux prêtresses) – soprany
- Diana (Diane) – sopran
- Greczynka – sopran
- Scyta (Un Scythe) – tenor
- Kapłan (Un Ministre du Sanctuaire) – bas
- Eumenidy, Kapłanki Diany, Grecy, Scytowie

## Treść
Libretto opery zostało oparte na motywach tragedii Eurypidesa Ifigenia w Taurydzie. Tytułową bohaterką jest Ifigenia, córka Agamemnona i Klitajmestry, siostra Orestesa. Akcja opery rozgrywa się w Taurydzie (starożytna nazwa Krymu), gdzie Ifigenia jest kapłanką Diany, w czasie po dokonaniu przez Orestesa zabójstwa Klitajmestry i Ajgistosa.
Akt I
Ifigenia widzi we śnie dokonane przez Orestesa zabójstwo i siebie, zabijającą brata. Thoas, król Taurydy przybywa do świątyni, by kapłanka wyjaśniła mu sens jego snów, w których ginie on z ręki cudzoziemca. Poddani Thoasa sprowadzają do świątyni dwóch rozbitków; król żąda złożenia ich w ofierze Dianie.
Akt II
Rozbitkami są Orestes, uciekający przed Eryniami i jego przyjaciel Pylades. Orestes opowiada Ifigenii historię zabójstwa Agamemnona i zemsty na Klitajmestrze, nie zdradza jednak swojej tożsamości i twierdzi, że matkobójca nie żyje. Ifigenia odprawia ceremonię żałobną opłakując brata.
Akt III
Ifigenia postanawia uratować jednego z więźniów, który uciekłszy ma udać się do jej siostry Elektry. Wybiera Orestesa, lecz ten nie chce zgodzić się na śmierć przyjaciela i zmusza kapłankę do zmiany decyzji.
Akt IV
W czasie przygotowań do złożenia Orestesa w ofierze wspomina on historię swojej siostry, która miała zginąć w podobny sposób. Ifigenia rozpoznaje brata, a kapłanki uznają go za króla. Do świątyni przybywa ze swymi żołnierzami Thoas, który dowiedział się o uwolnieniu jednego z więźniów, więc zamierza zabić Ifigenię i Orestesa. Zamiar ten uniemożliwia Pylades, który sprowadził do świątyni Greków; Thoas ginie z jego ręki. Walkę Greków ze Scytami przerywa Diana, nakazując przekazanie opieki nad świątynią Grekom i ułaskawiając Orestesa.

## Historia utworu
W 1775 r. Gluck podpisał z Królewską Akademią Muzyczną kontrakt, przewidujący m.in. skomponowanie Ifigenii na Taurydzie. Libretto napisał Nicolas-François Guillard, opierając się na dramacie Claude’a Guimonta de la Touche’a, który był z kolei oparty na tragedii Eurypidesa. Gluck skomponował muzykę w 1778 r., lecz wystawienie opery opóźniły intrygi jego przeciwników i choroba wykonawczyni partii tytułowej. Prawykonanie było wielkim sukcesem, a opera pozostała na wiele lat w repertuarze teatrów paryskich.
Wkrótce Ifigenia na Taurydzie trafiła na inne sceny: w Wiedniu (1781, wersja niemiecka), w Londynie (1796), w Weimarze (1806), w Stuttgarcie (1805), ponownie w Wiedniu (1807), w Monachium (1808), w Berlinie (1812). Amerykańska premiera miała miejsce w nowojorskiej Metropolitan Opera (1916), wykorzystano wówczas opracowanie sporządzone w 1891 r. przez Richarda Straussa, który wprowadził do opery poważne zmiany i własne wstawki. Na sceny włoskie Ifigenia dostała się dopiero w Vicenzy (1922), a w mediolańskiej La Scali wystawiono ją w latach 1937, 1957 i 1992.
Wybitnymi wykonawczyniami partii tytułowej w Ifigenii na Taurydzie były m.in. Caroline Branchu, Rose Caron, Germaine Lubin, Maria Caniglia, Patricia Neway, Maria Callas, Montserrat Caballé, Sena Jurinac, Edda Moser, Diana Montague, Rachel Yakar, Susan Graham.